# املفج

تعديل مصدري - تعديل

املفج هي إحدى قرى عزلة  الوضيع بمديرية الوضيع التابعة لمحافظة أبين، بلغ تعداد سكانها 131 نسمة حسب تعداد اليمن لعام 2004.